# Duilius halima
Duilius halima är en insektsart som först beskrevs av Mitjaev 1969.  Duilius halima ingår i släktet Duilius och familjen kilstritar. Inga underarter finns listade i Catalogue of Life.